# Giennadij Troszew
Giennadij Nikołajewicz Troszew (ros. Геннадий Николаевич Трошев, ur. 14 marca 1947 w Berlinie, zm. 14 września 2008 w Permie) – rosyjski generał pułkownik (2000), Bohater Federacji Rosyjskiej (1999).

## Życiorys
Ukończył Wyższą Szkołę Dowodzenia Wojsk Pancernych w Kazaniu (1969), Wojskową Akademię Wojsk Pancernych (1976) oraz Wojskową Akademię Sztabu Generalnego (1988). W latach 1994–1995 był dowódcą 42 Władykaukaskiego Korpusu Armijnego, w latach 1995–1997 dowódcą 58 Armii. W 1997 roku mianowany został zastępcą dowódcy Północnokaukaskiego Okręgu Wojskowego. W sierpniu 1999 roku był dowódcą zgrupowania zwalczającego bojowników w Dagestanie. Od października 1999 roku był zastępcą dowódcy Połączonego Zgrupowania Wojsk, a następnie przez kilka miesięcy 2000 roku - jego dowódcą. W latach 2000–2002 był także dowódcą Północnokaukaskiego Okręgu Wojskowego. Zdymisjonowany, objął następnie funkcję dowódcy Syberyjskiego Okręgu Wojskowego. W okresie od 25 lutego 2003 do 7 maja 2008 roku był doradcą prezydenta Federacji Rosyjskiej do spraw kozackich.
Odznaczony wieloma medalami i orderami, w tym – 4 grudnia 1999 roku – tytułem Bohatera Federacji Rosyjskiej. Był laureatem nagrody imienia Suworowa i nagrody imienia Żukowa. Był także honorowym obywatelem kilku miast, w tym Machaczkały oraz podmiotów federacji rosyjskiej - Dagestanu i Czeczenii. Był autorem dwóch książek - Moja wojna (2001) i Czeczenskij recidiw (2003). Zginął w katastrofie lotu Aerofłot 821.